# Swynnertonia swynnertoni
El ruiseñor de Swynnerton (Swynnertonia swynnertoni) es una especie de ave paseriforme de la familia Muscicapidae. Es un propio del sureste de África. Es la única especie del género monotípico Swynnertonia. No se reconocen subespecies diferenciadas.

## Distribución y hábitat
Es nativo de Mozambique, Tanzania, y Zimbabue. Su hábitat son los bosques tropicales.